# Lubbocks Zwerglippfisch
Lubbocks Zwerglippfisch (Cirrhilabrus lubbocki) ist eine kleine Fischart aus der Familie der Lippfische, die im westlichen tropischen Pazifik von den Philippinen im Norden bis Sulawesi im Süden vorkommt. Die Art wurde nach dem britischen Meeresbiologen Roger Lubbock benannt.

## Merkmale
Der kleine Lippfisch erreicht eine Gesamtlänge von 7 bis 8 cm. Lubbocks Zwerglippfisch ist relativ langgestreckt, die Gesamtlänge liegt beim 2,8- bis 3,3-Fachen der Körperhöhe. Weibchen sind rot mit einer weißlichen Bauchseite und einem unregelmäßigen schwarzen Fleck auf dem oberen Bereich des Schwanzstiels. Die Rückenflosse ist rot und wird zum weichstrahligen Abschnitt hin hellgelb. Die paarigen Flossen sind hell. Bei den Männchen ist der obere Kopfbereich und der Rücken orangegelb; der Rest des Kopfes und des Rumpfes ist rot, wobei die einzelnen Schuppen mit kleinen hellblauen Punkten gemustert sind. Entlang der Seitenlinie verläuft ein purpurfarbener Streifen. Ein orangeroter Streifen verläuft unterhalb der Augen vom Maul zum Kiemendeckel. Darunter liegt ein hellblauer Streifen. Die Rückenflosse ist lachsfarben mit einem schmalen blauen Rand. Die Schwanzflosse ist an der Basis rot, Afterflosse und Bauchflossen sind gelblich.
Die Schnauze ist kurz und stumpf. Die Maxillare reicht nach hinten bis zu einer gedachten senkrechten Linie zwischen den hinteren Nasenöffnungen und den Augen. Im vorderen Bereich des Oberkiefers liegen 3 Paare größerer Fangzähne, von denen die Zähne des dritten Paars gebogen und am längsten sind. Ein einzelnes Fangzahnpaar befindet sich im Unterkiefer. Zwischen den Fangzahnpaaren liegt eine einzelne Reihe kleiner, konischer Zähne. Im Mundwinkel sind keine Zähne mehr vorhanden. Die Zunge ist kurz und abgerundet. Der hintere Rand des Präoperculums ist gesägt. Wie alle Zwerglippfische der Tribus Pseudocheilini hat der Pracht-Zwerglippfisch zweigeteilte, wie Bifocallinsen funktionierende Augen. Auf den Wangen befinden sich zwei Schuppenreihen. Die Schnauze, die Kopfunterseite und die Region zwischen den Augen sind unbeschuppt. Vor dem ersten Strahl der Rückenflosse liegen 5 Schuppen. Die Seitenlinie ist unterbrochen. Die Basen von Rücken- und Afterflosse sind von Reihen verlängerter Schuppen eingefasst. Die Schwanzflosse ist leicht abgerundet.
Morphometrie:
- Flossenformel: Dorsale XI/9; Anale III/9; Pectorale 15; Caudale 11.
- Schuppenformel: SL 14–17/7–11.
- Branchiostegalstrahlen 5.
- Kiemenrechen: 14–17.

## Lebensweise
Lubbocks Zwerglippfisch lebt in Schwärmen in Tiefen von 5 bis 30 Metern an Außenriffkanten und ernährt sich von Zooplankton, entfernt sich dabei aber nicht so weit vom Riff wie größere Cirrhilabrus-Arten.